# 鶴御埼灯台
鶴御埼灯台（つるみさきとうだい）は、大分県佐伯市の鶴見半島の突端の鶴御崎に位置する灯台である。

## 概要

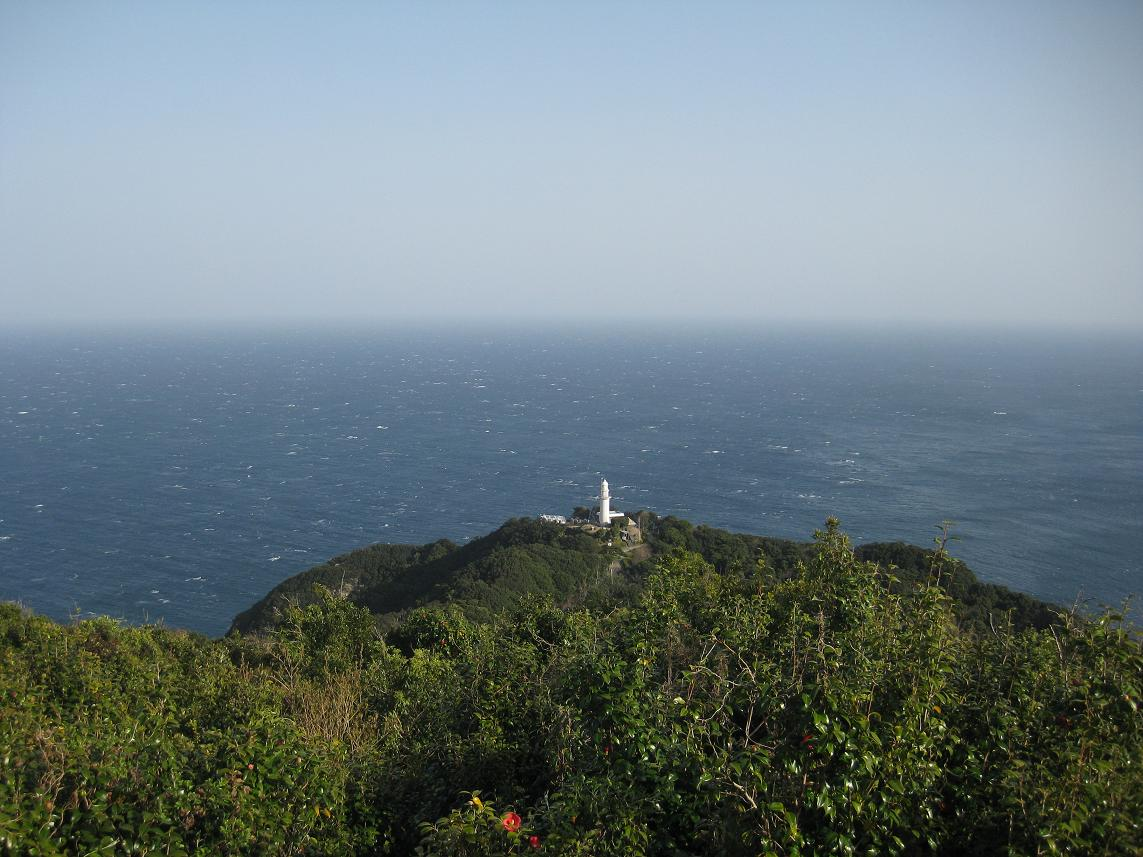
ミュージアムパーク鶴御崎・パノラマ展望ブリッジからの遠望

1981年（昭和56年）3月25日に初点灯した比較的新しい灯台である。九州本土の最東端である鶴見崎の海抜約200mの絶壁に位置する（なお、離島も含めると、九州最東端の灯台は水ノ子島にある水ノ子島灯台である）。
本灯台が建設されたのは比較的最近であるものの、豊後水道の入口に突き出した鶴御崎は古くから軍事上の要衝にあたり、日清戦争開戦を機に1894年（明治27年）に海軍望楼が設けられ、また、豊予要塞の一部として1942年（昭和17年）には15cmカノン砲4門からなる鶴見崎第一砲台が設置された。
現在、砲台等の跡地を含む灯台周辺は、ミュージアムパーク鶴御崎として公園化されている。また、海軍望楼は改装されて最東館となり、富永一郎まんが館が設けられていた

## 沿革
- 1981年（昭和56年）3月 - 初点灯。
- 1993年（平成5年）4月 - 大分航路標識事務所に移管。
- 2004年（平成16年）4月 - 大分海上保安部に移管。